# Regierung Di Rupo III
Die Regierung Di Rupo III war die achtzehnte wallonische Regierung. Sie amtierte vom 13. September 2019 bis 15. Juli 2024.
Bei der Wallonischen Parlamentswahl am 26. Mai 2019 büßten Sozialistische Partei (PS), das liberale Mouvement Réformateur (MR) und Centre Démocrate Humaniste (CDH) Sitze ein, die grüne Ecolo und die marxistische PTB legten deutlich zu. Die bisherige Regierung aus MR und CDH unter Ministerpräsident Willy Borsus (MR) wurde ab dem 13. September 2019 durch eine Koalition von PS, MR und Ecolo unter Elio Di Rupo (PS), der bereits von 1999 bis 2000 und von 2005 bis 2007 wallonischer Ministerpräsident gewesen war, abgelöst.

## Zusammensetzung
| Amt | Name                 | Partei | Partei | Amtszeit                            |
| --- | -------------------- | ------ | ------ | ----------------------------------- |
| Ministerpräsident | Elio Di Rupo         |        | PS     | 13. September 2019– 15. Juli 2024   |
| stellvertretender Ministerpräsident und Minister für Wirtschaft, Außenhandel, Forschung und Innovation, Digitales, Raumordnung, Landwirtschaft, l’IFAPME und die Kompetenzzentren | Willy Borsus         |        | MR     | 13. September 2019– 15. Juli 2024   |
| stellvertretender Ministerpräsident und Minister für Klima, Energie und Mobilität                                                                                                 | Philippe Henry       |        | Ecolo  | 13. September 2019– 15. Juli 2024   |
| stellvertretende Ministerpräsidentin und Ministerin für Arbeit, berufliche Weiterbildung, Gesundheit, Soziales, Chancengleichheit und Frauenrechte                                | Christie Morreale    |        | PS     | 13. September 2019– 15. Juli 2024   |
| Minister für Haushalt, Finanzen, Flughäfen und Sportstätten | Jean-Luc Crucke      |        | MR     | 13. September 2019– 15. Juli 2024   |
| Minister für Wohnungen, kommunale Behörden und Städtebau | Pierre-Yves Dermagne |        | PS     | 13. September 2019– 1. Oktober 2020 |
| Minister für Wohnungen, kommunale Behörden und Städtebau | Christophe Collignon |        | PS     | 2. Oktober 2020– 15. Juli 2024      |
| Ministerin für den öffentlichen Dienst, Informationstechnologie, Vereinfachung der Verwaltung, verantwortlich für Familienbeihilfen, Tourismus, Kulturerbe und Verkehrssicherheit | Valérie De Bue       |        | MR     | 13. September 2019– 15. Juli 2024   |
| Ministerin für Umwelt, Natur, Forsten, den ländlichen Raum und das Tierwohl | Céline Tellier       |        | Ecolo  | 13. September 2019– 15. Juli 2024   |

## Umbesetzungen
Der Minister für Wohnungen, Pierre-Yves Dermagne (PS), trat am 1. Oktober 2020 zurück und wurde stellvertretender Ministerpräsident und Wirtschaftsminister in der föderalen Regierung De Croo. Sein Nachfolger wurde Christophe Collignon (PS), bisher Bürgermeister von Huy und Sohn des früheren wallonischen Ministerpräsidenten Robert Collignon.